# 山口圭蔵
山口 圭蔵（やまぐち けいぞう、1861年11月3日（文久元年10月1日） – 1932年（昭和7年）6月15日）は、日本の陸軍軍人。最終階級は陸軍少将、従四位勲二等功四級。京都府出身。

## 人物
文久元年10月1日、京都府士族山口正静の長男として生まれる。1879年（明治12年）陸軍士官学校（旧3期）を卒業し陸軍少尉任官。のち陸軍大学校（1期）を卒業し、1888年から1891年まで東條英教、井口省吾とドイツ留学。帰国後は参謀本部第2局局員や軍医学校教官を経て歩兵第21連隊第2大隊長として日清戦争に参加。1897年（明治30年）陸軍歩兵大佐に昇進。同日付けで陸軍戸山学校 校長 兼 監軍部御用掛となる。以後、第11師団参謀長などを勤め、1902年（明治35年）陸軍少将に進み、第7代歩兵第5旅団長に補された。しかし日露戦争遠征中の1904年（明治37年）7月に南部辰丙が代わって同旅団長代理となり、翌1905年（明治38年）1月14日 に旅団長を正式に免職にされて休職扱いとなる。1907年（明治40年）予備役編入となる。予備役編入に伴って従四位に叙された。

## 経歴
- 1879年（明治12年）12月22日 – 陸軍士官学校（旧3期）卒業、任 陸軍少尉[1]
- 1885年（明治18年）12月24日 – 陸軍大学校（1期）卒業[1]
- 1890年（明治23年）12月12日 – 補 参謀本部第2局局員[3]
- 1891年（明治24年）12月26日 – 少佐
- 1893年（明治26年）8月23日 – 兼補 軍医学校教官[4]
- 1894年（明治27年）ごろ – 歩兵第21連隊第2大隊長[5]
- 1897年（明治30年）10月11日 – 任 陸軍歩兵大佐、補 陸軍戸山学校 校長、監軍部御用掛兼勤[6]
- 1898年（明治31年）10月1日 – 補 第11師団参謀長[7]
- 1902年（明治35年）5月5日 – 任 陸軍少将、補 歩兵第5旅団長[1]
- 1905年（明治38年）1月14日 – 歩兵第5旅団長被免[8]、休職[1]
- 1907年（明治40年）3月2日 – 予備役[1]

## 栄典・授章・授賞
位階
- 1889年（明治22年）7月15日 - 正七位[9]
- 1895年（明治28年）11月15日 - 正六位[10]
- 1897年（明治30年）10月30日 - 従五位[11]
- 1902年（明治35年）9月20日 – 正五位[12]
- 1907年（明治40年）4月20日 – 従四位[13]

勲章等
- 1885年（明治18年）12月24日 - 望遠鏡一個[14]
- 1893年（明治26年）5月26日 - 勲六等瑞宝章[15]
- 1902年（明治35年）11月29日 - 勲四等瑞宝章[16]
- 1904年（明治37年）11月29日 - 勲三等瑞宝章[17]

## 著作

### 単著
- 『小学作文をしへ草』林正躬閲、寺田栄助、1875年12月。 NCID BB17902501。全国書誌番号:40081468 NDLJP:867265。
- 『元明史畧質問録』林正躬閲、五車楼、1875年。全国書誌番号:22664917。
- 『欧洲大戦と日本の将来』東京宝文館、1917年4月。 NCID BN15130661。全国書誌番号:43021408 NDLJP:953142。

### 編集
- 『十八史略質問録』 巻之上、林正躬閲、川端藤兵衛等、1875年2月。 NCID BB13176838。全国書誌番号:40014779 NDLJP:775556。
- 『十八史略質問録』 巻之中、林正躬閲、川端藤兵衛等、1875年2月。 NCID BB13176838。全国書誌番号:40014779 NDLJP:775557。
- 『十八史略質問録』 巻之下、林正躬閲、川端藤兵衛等、1875年2月。 NCID BB13176838。全国書誌番号:40014779 NDLJP:775558。

### 共纂
- 東條英教・井口省吾・山口圭蔵共纂 編『帥兵規例 参謀演習旅行預教』陸軍大学校〈陸軍大学校読本〉、1887年3月。 NCID BN14846318。

### 講評
- 『戦術講究録』 第1集、軍事教育会、1898年11月。 NCID BA30644141。全国書誌番号:40065146 NDLJP:844133。
- 『戦術講究録』 第2集、軍事教育会、1899年10月。全国書誌番号:40065146 NDLJP:844134。

### 校閲
- 竹内武『各個教練』軍事教育会、1898年5月。 NCID BA64254272。全国書誌番号:40064648 NDLJP:843471。
- 佐久間金吾『部隊教練』軍事教育会、1900年5月。 NCID BN14861344。全国書誌番号:40065335 NDLJP:844374。

## 親族
- 長女 千代子 - 小松従志（伯爵、西郷従道七男）の妻[18]。
- 二女 弥栄子 - 佐双定雄（男爵）の妻[19]、後に杉溪由言（貴族院男爵議員）の後妻[20]。
- 三女 美穂子 - 大木喜福（貴族院伯爵議員）の後妻[21]。